# رونالد فال
رونالد ديفيد فالي (بالإنجليزية: Ronald Vale)‏ (1959-) عالم كيمياء حيوية وعالم بيولوجيا خلوية. وهو أستاذ في قسم الصيدلة الخلوية والجزيئية، في جامعة كاليفورنيا، سان فرانسيسكو. يركز بحثه على المحركات الجزيئية، وخاصةً كينيسين وداينين. حصل على جائزة ألبرت لاسكر للأبحاث الطبية الأساسية في عام 2012 جنبًا إلى جنب مع مايكل شيتز وجيمس سبوديتش، وحصل على جائزة شو في علوم الحياة والطب في عام 2017 جنبًا إلى جنب مع إيان جيبونز. وهو زميل في الأكاديمية الأمريكية للفنون والعلوم وعضو في الأكاديمية الوطنية للعلوم. كان رئيس الجمعية الأمريكية لعلم الأحياء الخلوي في عام 2012. كما كان محققًا في معهد هوارد هيوز الطبي منذ عام 1995.